# Наступление на Триполи (2019—2020)
Наступление на Триполи — военная операция, объявленная 4 апреля 2019 года командующим Ливийской национальной армией (ЛНА) маршалом Х. Хафтаром, когда он приказал войскам ЛНА начать наступление на столицу страны Триполи; было заявлено о намерении очистить Триполи от «террористов», как он назвал признанное ООН Правительство национального согласия (ПНС), возглавляемое Фаизом Сараджем и поддерживающих его исламистов.
В отличие от ПНС, которое опирается на Турцию, США и Запад, Хафтар пользуется поддержкой ОАЭ, Египта, России, Саудовской Аравии, Франции, Ирана, которые считают его способным восстановить стабильность в стране и дать отпор исламистам. 75-летний Халифа Хафтар, бывший приближённый Муаммара Каддафи, в последние годы неоднократно посещал Москву и проводил переговоры с министром обороны РФ Сергеем Шойгу.

## Хронология

### 2019 год
Наступление на Триполи началось в преддверии Ливийской национальной конференции, намеченной на 14—16 апреля в Гадамесе (расположенном на стыке границ Ливии, Алжира и Туниса) и направленной на преодоление кризиса в стране и состояния двоевластия. В ней должны были принять участие делегаты всех противоборствующих сторон, чтобы составить «дорожную карту» для объединения разрозненных государственных институтов и проведения общенациональных президентских и парламентских выборов, необходимость в которых была утверждена ещё в мае 2018 года. В итоге конференция была перенесена на неопределённый срок.

#### Апрель
5 апреля, на следующий день после объявления о начале операции, наступающая на Триполи армия Хафтара вступила в боевые столкновения с отрядами, обороняющими столицу; в Бенгази («столице» Хафтара) сообщили о первых санитарных потерях. Наступление на Триполи ведется сразу с нескольких направлений
Так называемый военный совет «революционеров» Мисураты в своём коммюнике объявил о готовности противостоять «зловещему наступлению» — полевые командиры, которые формально подчиняются Сараджу, призвали премьера «без промедления» отдать приказы командирам всех подразделений Запада, чтобы сорвать продвижение «мятежного тирана», как они назвали Хафтара, и его попытки стать «правителем» Ливии.
В ту же ночь министры ПНС бежали в соседний Тунис. Председатель кабинета Фаиз Саррадж остался в Триполи, он распорядился создать объединённый оперативный штаб для плотной координации действий лояльных ему группировок. Правительство национального единства объявило мобилизацию правительственных сил в регионе столицы в ответ на угрозу Хафтара.
В тот же день подразделения ЛНА, заняв по дороге три небольших города на дороге к Триполи, вошли на территорию бывшего международного аэропорта (разрушенного в 2014 году в ходе городских боев); установив контроль также над располагающимися рядом районами Каср-Бен-Гашир и Сук аль-Хамис.
6 апреля
ВВС ПНС нанесло авиаудары по наступающим войскам фельдмаршала Хафтара (после чего Хафтар объявил о введении над западной Ливией бесполётной зоны для боевой авиации);
также на помощь ПНЕ выдвинулись формирования из Мисураты.
7 апреля
Правительство в Триполи объявило начало контрнаступления на позиции ЛНА в южных районах столицы под кодовым названием «Вулкан гнева». ВВС ПНЕ нанесли ракетно-бомбовые удары по позициям войск ЛНА; в ответ ВВС ЛНА атаковали международный аэропорт Митига в Триполи .
Миссия ООН в Триполи потребовала прекращение огня на два часа, чтобы эвакуировать мирных жителей.
Одновременно с этим Африканское командование Вооружённых сил США решило вывести собственный воинский контингент из Ливии в связи со «сложной и непредсказуемой» ситуацией в стране.
8 апреля
Силы ЛНА отступили из аэропорта возле Триполи (при этом представитель ЛНА заявил, что её силы не сдавали аэропорт и до сих пор его контролируют). Продолжаются удары по авиабазе Аль-Ватия в 130 километрах к юго-западу от Триполи, которую занимают силы Хафтара и используют для налетов на позиции поддерживающих ПНС сил.
Число погибших среди сил ПНС выросло до 32 человек.
В ночь с 9 на 10 апреля ЛНА отбила мощное наступление группировок Щита Ливии и ПНС на город Азизия, в результате ПНЕ вернулись на свои позиции в районе Свани.
В районе аэропорта все ещё идут ожесточенные столкновения. Также ЛНА продвигается на юге Триполи в районах Халлет и Айн Зара: силами Хафтара была захвачена тюрьма Рувейми.
10 апреля
Войска Хафтара сбили военный самолёт, вылетевший из города Мисурата (лёгкий штурмовик L-39ZO; достоверно потеря не подтверждена).
Также силы ЛНА взяли под контроль базу бригады N42 в Айн-Заре, южная часть Триполи.
12 апреля ЛНА продолжает продвигаться на юге Триполи: силы ПНС выбиты с позиций в районе населённого пункта Свани. Авиационные подразделения армии Хафтара продолжают активно применять боевую авиацию (задействованы Су-22М3).
14 апреля
Войска ПНС сбили МиГ-21 ЛНА, который намеревался совершить воздушный налет в районе населённого пункта Вади ар-Раби, что к югу от Триполи.
18 апреля
ЛНА отбила нападение на свою авиабазу Таманхинт возле города Сабха. Таманхинт используется в основном для доставки снаряжения и припасов. Затем оттуда их уже наземным способом отправляют на север страны. Базу атаковали неизвестные вооружённые люди после того, как Хафтар перебросил большую часть сил к Триполи. Нападение удалось отбить, однако один солдат ЛНА погиб.
Всемирная организация здравоохранения сообщила, что за две недели столкновений возле ливийской столицы было убито около 205 человек. Среди жертв 18 — мирные жители, ещё 913 человек получили ранения.
19—20 апреля
На подступах к ливийской столице идут ожесточённые бои с применением авиации: силы, подконтрольные ПНС, пытаются атаковать подразделения ЛНА на южном и восточном направлениях; авиация ПНС пять раз бомбила населенный пункт Гарьян и три раза — военную базу Аль-Ватыйя.
22 апреля
Ливийская национальная армия начала вторую фазу наступления на Триполи. Западный оперативный штаб армии начал второй этап сразу после того, как пехотные подразделения отчитались о выполнении поставленных в первой фазе задач. Среди них значилась зачистка территории и выявление основных и запасных позиций войск Правительства национального согласия.
23 апреля
Наземные силы ЛНА сбили военный самолёт, который пытался атаковать авиабазу в Эль-Джуфре, в 600 километрах к юго-востоку от Триполи. Авиаудары пытались нанести три самолёта, принадлежащие ПНС. Силы Хафтара смогли сбить только один самолёт, два других успели уйти от поражения. В ПНС при этом опровергли потерю боевого самолёта.
25 апреля
ЛНА захватила стратегически важную позицию, оттеснив силы ПНС в районе города Эль-Азизия в 55 километрах к юго-западу от Триполи, таким образом завершив недельное противостояние в этом регионе. Захват позиций даёт армии серьёзное преимущество: отсюда военные могут совершить серьёзный рывок к южным районам Триполи.
28 апреля
Глава МВД Правительства национального согласия (ПНС) Фатхи Али Башаг заявил об участии иностранной авиации в боях в Триполи. Ранее сообщалось, что неопознанный беспилотный летательный аппарат нанес удары по городу с большой точностью, что могут позволить себе только два арабских государства. О каких странах идет речь не уточнялось; между тем чиновники в триполийском кабмине неоднократно обвиняли ОАЭ и Саудовскую Аравию в поддержке сил фельдмаршала. Кроме того, министр раскритиковал позицию международного сообщества, назвав «постыдным его молчание в отношении бомбардировок Триполи». ПНС не собирается вступать в диалог с Хафтаром, так как тот является представителем школы прежнего режима и имеет тот же менталитет.
Правительственные силы готовятся начать третий этап «обороны Триполи»: «Мы перешли от обороны к наступлению, и в ближайшие дни начнется фаза изгнания сил агрессора. После выдворения Хафтара будет представлена другая политическая дорожная карта». Глава МВД потребовал от Хафтара «принять референдум по конституции и пойти по демократическому пути».
К этому времени вооружённые формирования ПНС потеряли в боях за столицу более 300 человек; ранения получили две тысячи. Число покинувших свои дома достигло 39 тыс. человек.
29 апреля
Ливийская национальная армия оказалась в 7 км от центра столицы. Армейские подразделения в течение дня начали активное наступление в направлении южного квартала Салах-эд-Дин, вернув себе контроль над военным лагерем Ярмук, и захватив паспортный стол и полицейский колледж. Хафтаровцы оттянули силы ПНС в сельскохозяйственные районы вдали от скоплений мирных жителей. Боевая авиация ЛНА нанесла удары по военному колледжу в Салах-эд-Дине.

#### Май
3 мая
ЛНА контролировала четыре южных района Триполи: эс-Сабиа, Сук эс-Сабт, эль-Касарат и эль-Азизия. Серьёзные столкновения произошли вблизи международного аэропорта Триполи.
4 мая
Глава заседающего в Триполи правительства национального согласия (ПНС) Фаиз Саррадж на фоне успехов ЛНА под руководством Халифы Хафтара заявил о желании сотрудничества с Москвой «во всех областях».
5 мая
Ливийская национальная армия в ходе воздушных ударов уничтожила оперативный штаб ПНС. Прямым ударам подверглись дипломатический клуб, дорога, ведущая к мечети эль-Кахили. Ранее ливийское отделение Всемирной организации здравоохранения сообщило, что в результате боевых действий за месяц погибли 345 человек.
7 мая
Ливийская национальная армия сбила в районе Хира, к югу от Триполи, самолёт Mirage F-1, принадлежащий мисратским группировкам Правительства национального согласия. Командир самолёта был взят в плен, по словам ЛНА он наемник из Португалии.
11 мая
ЛНА продвинулась в южных районах Триполи, особенно в Аль-Азизии. К Сирту Ливийская национальная армия перебросила армейские подразделения, что может означать открытие нового участка фронта в ближайшее время. После овладения стратегически важным Сиртом, силы Хафтара смогут открыть для себя новое направление вдоль побережья Средиземного моря в сторону Триполи через находящуюся в 200 км восточнее него Мисурату.
13 мая
ПНС сообщило о переходе под контроль Ливийской национальной армии шоссе между аэропортом Триполи и городом Гарьян, а также населённого пункта Касир-Бенгашир, и территорий, прилегающих к Гарьяну.
Силы генерала Хафтара нанесли авиаудары по позициям Правительства национального согласия в Сук Аль-Хамисе.

#### Июнь
3 июня:
По сообщению представителя ЛНА, в ходе столкновений в южных районах Триполи был убит 31 боец ПНС, и захвачено 21 транспортное средство.
26 июня:
Согласно утверждению ПНС, войска ЛНА были выбиты из населённого пункта Гарьян. Десятки солдат фельдмаршала Хафтара взяты в плен.
29 июня:
Халифа Хафтар отдал приказ закрыть воздушное пространство для летящих в Триполи гражданских самолётов Турции, и атаковать турецкие корабли в случае их приближения к берегам Ливии. Причиной этому послужила поддержка Правительства национального согласия, в которой ЛНА обвиняет Турцию.

#### Июль
Силы Хафтара задержали шестерых турецких граждан, подозреваемых в сотрудничестве с турецкими спецслужбами. Анкара потребовала их немедленного освобождения, и предупредила, что агрессивные действия приведут к серьёзным последствиям.
1 июля ЛНА освободила задержанных турецких граждан.
3 июля по центру содержания мигрантов в пригороде Триполи был нанесён авиаудар. В результате 44 человека погибли, более сотни ранены. Утверждается, что налёт совершен силами ЛНА.
5 июля в окрестностях города Тархуна, находящегося в 80 км к югу от столицы, «Панцирь-С1» ПВО ЛНА уничтожил МиГ-23УБ (хотя скрее всего это L-39ZO) Правительства национального согласия.
8 июля силы Правительства Национального Согласия предприняли мощное контрнаступление в южном пригороде Триполи Калат Аль-Фурджан. Атаку поддерживали танки Т-55 и Т-62. Несмотря на то, что силам ПНС удалось вклиниться в позиции ЛНА в районе Калат Аль-Фурджан, армия Хафтара отбила контрудар. В результате короткого, но ожесточенного боя огнем из ПТРК и РПГ были уничтожены как минимум два Т-62 сил ПНС, а также до 20 человек личного состава. По отступающим отрядам ПНС был открыт огонь из артиллерии. Атака формирований Правительства Национального Согласия полностью провалилась. Контрудар сил ПНС был успешно отражен за счет быстрой и своевременной переброски мобильных резервов ЛНА на участок прорыва в районе Калат Аль-Фурджан.
10 июля
авиация ЛНА нанесла авиаудар по полицейской школе в Гарьяне. Есть раненые.
22 июля
в аэропорту Митига в Триполи (полностью контролировался ЛНА Хафтара), в результате боёв за него 21-22 июня, во время артиллерийского обстрела уничтожен украинский грузовой Ан-124 (бортовой номер 5A-DKN)
26 июля
во время боя за аэропорт Аль-Джуфра (в более чем 500 км от линии фронта) между войсками Правительства национального единства и силами ЛНА были уничтожены, в результате обстрела аэродрома войсками ПНС (огонь велся из артиллерии и с беспилотников), два украинских военно-транспортных самолёта Ил-76, которые перевозили оружие из ОАЭ для армии фельдмаршала Хафтара. Также погиб один член экипажа — командир экипажа, мелитопольский летчик, работавший по контракту.
После такой серьёзной потери ОАЭ нарастили бдительность и усилили ПВО авиабаз: на спутниковых фото от сентября  на подвергшейся удару авиабазе замечены не только ЗРПК «Панцирь», но и развернутый эмиратский ЗРК Hawk.
В конце июля Ливийская национальная армия (ЛНА) Х. Хафтара приступила ко второму этапу наступления на Триполи: «Силы армии наступают в Триполи в качестве нового дня операции „Поток достоинства“, то есть второго этапа военной операции, поскольку армия достигла большинства своих целей, среди которых — истощение сил вооружённых формирований с точки зрения численности, снаряжения и боевиков».

#### Август
3 августа ЛНА бомбили военно-воздушную базу в Мисурате; по словам представителей ЛНА, им удалось уничтожить турецкий самолёт и две радиолокационные станции (предположительно П-12 и П-14) на территории колледжа ВВС.
Представители Хафтара заявляли, что на территории Ливии действуют как армейские офицеры ВС Турции, так и кадровые разведчики, а также джихадисты, которых перебрасывают из Сирии (некоторые обозреватели считают, что если бы не турецкая военная и катарская финансовая помощь правительству Сараджда, Хафтар давно одолел бы сопротивление обороняющих Триполи сил).
6 августа войска фельдмаршала Хафтара нанесли авиаудар по базе ВВС правительства национального единства в районе города Мисурата, в результате чего был уничтожен ещё один самолёт Ил-76. Также уничтожено большое количество оружия которое, как утверждает военный аналитик Бабак Тагвей, предназначалась для боевиков в Ливии. По его данным, это оружие доставлено из Турции. Как выяснилось позже, данный самолёт был арендован в одной из украинских компаний.
12 августа южнойеменские сепаратисты заявили о готовности помочь силам командующего ЛНА Халифа Хафтара взять под контроль Триполи. Как написал в своём Twitter заместитель главы Переходного совета Южного Йемена Хани бен Брек, «в эти дни фельдмаршал Хафтар предпринимает решительные действия в отношении террористических отрядов, поддерживаемых Катаром и Турцией».
После трехдневного перемирия по случаю праздника жертвоприношения (Ид аль-Адха) бои в Ливии возобновились: 13 августа самолёты ЛНА нанесли воздушные удары по южным окраинам Триполи.
15 августа ВВС ЛНА нанесли удар по международному аэропорту Зуара, неподалеку от границы с Тунисом. По данным телеканала Libya A-Ahrar, жертв нет. Как позже заявили хафтаровцы, целью удара были турецкие беспилотники.
18 августа военно-воздушные силы армии Халифа Хафтара уничтожила строющиюся турецкую военную базу недалеко от города Мисурата. Представитель оперативного командования ЛНА сообщил, что самолёты нанесли несколько ракетных ударов по территории, где реализовывалась строительство военного объекта.
21 августа войска Хафтара объявили о среде города Гарьяне, подконтрольного угнал. По словам их представителя полковника Халеда аль-Махжуба, силы ЛНА проводят операцию с целью уничтожения баз турецких беспилотников, задействованных в боях на стороне сараджистов, и «вопрос о взятии города под полный контроль будет решён в ближайшее время».
25 августа во время авианалёта ЛНА на город Гарьян погибло семь сторонников правительства Сараджа. Кроме того, в ходе вооружённых столкновений близ Гарьяна, по данным командования хафтаровцав, ликвидированы ещё 12 бойцов ПНС и 20 ранены. Среди убитых — главарь местной группировки боевиков Валид аль-Башир Бельхадж и два полевых командира, ранее воевавших в рядах террористической группировки «Исламское государство». Представитель командования также отметил, что войска ЛНА взяли под контроль местность в районе Гут ар-Рих на юге Гарьяна. Тем временем главное медучреждение города было переведено в режим чрезвычайной ситуации из-за «поступления убитых и раненых в результате воздушной бомбардировки».

#### Сентябрь
3 сентября аэропорт Митига из соображений безопасности вновь приостановил свою работу.
8 сентября хафтаровцы взяли южный район Триполи — Эр-Рамля, расположен в непосредственной близости от нефункционирующего долгое время международного аэропорта. Поступало также информация о ожесточенных боях в населенном пункте Эс-Сбиа, что находится в 10 км к югу от воздушной гавани. В столкновениях с обеих сторон применяется боевая авиация, в том числе беспилотники. Между тем, как передает портал Al Mutawassit, в подконтрольный ПНС город Эз-Завия поступили десятки погибших и раненых из рядов формирований сараджистов. В числе убитых — один из главарей экстремистских формирований «Совет Шуры Бенгази», костяк которого составляют формирования ультрарадикальной салафитской группировки «Ансар аль-Шария».
9 сентября войска премьер-министра Сараджа перешли в контрнаступление к югу от столицы. По словам представителя армии УНА Мухаммада Кануну, войска Хафтара терпят поражение в этом районе.
13 сентября ЛНА сбила два турецких БПЛА в районе авиабазы «Аль-Джуфра», ещё один — в районе Куфра.
14 сентября трое военнослужащих-хафтарoвцев погибли в результате удара турецких беспилотников к югу от Триполи. Жертвам удара стали военные в званиях полковника, капитана и солдата. Между тем, официальный представитель ЛНА Ахмад аль-Мисмари в видеообращении заявил, что армия Хафтара отразила попытку воздушно-наземного нападения террористических группировок на базу «аль-Джуфра» на севере страны.
Тем временем в городе Гарьяне вспыхнули ожесточенные столкновения после того как силы Сараджа приступили к наращиванию группировки своих сил рядом с городом. Войска Хафтара сообщили, что перестрелки начались в результате борьбы за контроль за одну из заправочных станций — стратегический объект в городе, который обеспечивает ЛНА топливом. Кроме того, войска Правительства национального единства начали операцию «Буркан аль-Гадаб» с целью ликвидации анклавов ЛНА в городе Урбан, что в 30 километрах к юго-востоку от Гарьяне. По данным местных властей, обострение ситуации уже стало причиной нового потока беженцев, ищущих убежища и безопасности в Триполи.
20 сентября в результате авиаудара по южным районам Триполи погибли 14 сторонников ПНС. Также была уничтожена военная техника. В течение предыдущих 48 часов ВВС ЛНА удалось провести 30 авиаударов по целям вблизи столицы.
21 сентября представители ЛНА заявили о начале широкомасштабного наступления в южной части Триполи. Ожесточенные бои начались в направлении дороги аэропорта, Салах-эд-Дин и Айн-Зара; к 22 сентября в боях на юге столицы погибло одиннадцать сторонников правительства Сараджа и семеро военнослужащих ЛНА .
В этот же день силы ПНС сбили беспилотник, похожий на «Орлан» (беспилотники этого типа в своё время были поставлены Россией в Объединённые Арабские Эмираты; ОАЭ в свою очередь отправили их армии Хафтара, по некоторым данным, дроны обслуживаются специалистами из Эмиратов).
Между тем, авиация фельдмаршала Хафтара атаковала оружейные склады ПНС; по заявлению ЛНА, более 90 солдат погибли и 150 ранены.
24 сентября авиация Сараджа нанесла авиаудар по городу Эз-Завия, в ходе чего якобы были убиты трое российских наёмников.
26 сентября военно-воздушные силы, лояльные армии Хафтара, нанесли удар по аэропорту Митига, уничтожив один турецкий беспилотник, военный склад и огневые позиции. По заявлению ПНС, атака совершена при прямом участии ОАЭ.

#### Октябрь
22 октября ВВС армии Хафтара нанесли удары по складам оружия в аэропорту Триполи.

#### Ноябрь
18 ноября Семеро рабочих кондитерской фабрики в Триполи погибли и ещё 35 получили ранения в результате авиаудара.

#### Декабрь
4 декабря бойцы бригады Мисураты попытались осуществить государственный переворот, стремясь свергнуть Правительство национального единства премьер-министра Фаиза Сараджа.
7 декабря на юге города Эз-Завия сараджсты сбили МиГ-23 ВВС ЛНА. Пилот успел катапультироваться, но попал в плен к противнику. Штаб ЛНА заявил, что причиной крушения самолёта стала техническая неисправность, из-за которой пилот был вынужден катапультироваться на вражеской территории. При этом с пленным «плохо обращаются в нарушение Женевской конвенции», уточняется в заявлении.
12 декабря Командующий Ливийской национальной армией (ЛНА) фельдмаршал Халифа Хафтар объявил о начале решающей битвы за Триполи.
20 декабря Ливийская национальная армия потребовала от вооружённых формирований, которые поддерживают Правительство национального согласия Фаиза Сараджа, в течение 72 часов покинуть Триполи и Сирт. В течение этого времени ЛНА обязуется не атаковать силы, которые отходят из Триполи и Сирта. Если же лояльны ПНС формирования не выполнят условия ультиматума, атаки на их позиции со стороны ЛНА возобновятся.
ПНС и правительство Сараджа запросило военную поддержку у Турции;
«Остановка боевых действий в Ливии является условием для политического урегулирования в этой стране, она должна произойти без каких-либо предварительных требований», заявил глава МИД РФ Сергей Лавров на встречи с главой МИД Ирана Мухаммадом Джавад Зарифом, также он прокомментировал идею НАТО объявить бесполетную зону над Ливией.
Президент Турции Реджеп Тайип Эрдоган заявил о вероятной отправке войск в Ливию (он сообщил, что в начале января попросит у турецкого парламента разрешения на отправку войск в Ливию для поддержки ПНС).
ПНС, со слов представителя МИД Ливии Мухаммеда аль-Каблави выступило против военной интервенции со стороны Анкары. 

На конец декабря войска ЛНА находились в 10 км от центра столицы; на юге столицы войска Хафтара уже заняли ряд важных позиций, включая выведенный из эксплуатации международный аэропорт и военную базу.

### 2020 год
4 января 2020 года фельдмаршал Х. Хафтар объявил в стране массовую мобилизацию для «изгнания иностранных сил», в ответ на планы властей Турции отправить войска в Триполи.
5 января президент Турции Реджеп Тайип Эрдоган заявил, что турецкие военные направились в Ливию; они, по словам президента, займутся координацией Правительства национального согласия (речь идет, по данным СМИ, о воздушной, наземной и морской военной поддержке для отображения наступления ЛНА), отправку военных в Ливию одобрил турецкий парламент.
5 января в результате удара по военному училищу в Триполи погибли 23 человека. Президент Турции Реджеп Тайип Эрдоган в эфире телеканала CNN Turk сообщил, что турецкие военные выдвинулись в Ливию.
6 января на сторону ЛНА перешла 601-я бригада, которая раньше воевала за Сараджа. Силы ЛНА заняли Сирт.
8 января главы России и Турции обратились к сторонам конфликта в Ливии с призывом заключить перемирие и сесть за стол переговоров. Сначала глава ЛНА фельдмаршал Х. Хафтар отверг это предложение и принял решение о продолжении наступления на Триполи, однако, позже ПНС и ЛНА сообщили о прекращении огня в западном регионе Ливии, с полуночи 12 января.
9 января Ливийская национальная армия ввела воздушную блокаду международного аэропорта Митига после того, как сторонники ПНС использовали воздушное гавань для переброски наёмников и военных из Турции. Официальный представитель ЛНА генерал Ахмед аль-Мисмары сообщил, что вооружённые силы под командованием Халифа Хафтара расширяют указанную ранее бесполетную зону в западном регионе, включая аэропорт Митига и его военный аэродром в Триполи. Он призвал все авиакомпании неуклонно придерживаться этого запрета, чтобы те не подвергали самолёты опасности.
12 января, во многом благодаря усилиям России и Турции, на северо-западе Ливии был объявлен режим прекращения огня. Однако уже через несколько часов и хафтаровцы, и сараджисты обвинили друг друга в нарушении перемирия. Сообщалось о столкновениях с использованием различных видов вооружения, в том числе и артиллерии.
13 января в Москве состоялась мирная конференция с участием различных глав государств, в том числе и лидеров враждующих сторон. 
Фельдмаршал Хафтар прибыл в Москву, где должна была пройти встреча между Фаизом Сараджем и Халифой Хафтаром, а также представителями других ливийских сил (ожидалось, что стороны подпишут соглашение о перемирии), но Фаиз отказался вести переговоры с оппонентом /состоялись его переговоры с премьер-министром ПНС Ливии Ф. Сарраджем[уточнить]/. 
Хотя Саррадж поставил свою подпись под документом — Хафтар отказался сделать это (называются разные причины этого: отказ сил ЛНА покидать Триполи, неприемлемость для Хафтара несогласованности вопроса о сроках роспуска вооружённых формирований, поддерживающих ПНС, также командующий ЛНА отверг какое-либо участие Турции в наблюдении за прекращением огня в стране и выказал недовольство отсутствием в документе пунктов о «выводе турецких войск из Ливии»).
Несмотря на это, сама конференция состоялась; Сарадж и представитель парламента Ливии на востоке страны подписали двусторонние соглашения, однако Хафтар взял время на размышление. Заминка связана с тем, что командующий ЛНА в ходе переговоров настаивал на необходимости беспрепятственного ввода своих подразделений в подконтрольный ПНС Триполи, что не подразумевалось проектом соглашения. Проект предусматривал отказ от всех наступательных действий и создание военной комиссии для определения линии соприкосновения и наблюдения за перемирием. Согласно разработанному документу также планировалось создать рабочие группы по урегулированию ситуации в регионе.
На фоне отъезда фельдмаршала, в Триполи возобновились вооружённые столкновения; турецкие СМИ сообщили о подготовке Хафтара к очередному наступлению на Триполи.
19 января в Берлине прошла конференция по Ливии, где в том числе присутствовали Хафтар и Сарадж, однако организовать прямые переговоры между ними не удалось. Несмотря на это, был разработан план урегулирования ливийского конфликта. Согласно предлагаемой резолюцией, процесс предлагается разбить на шесть «корзин»: прекращение огня, выполнение оружейного эмбарго, политический процесс, реформа сектора безопасности, экономическая реформа и сохранение гуманитарных норм и прав человека. Всем участникам конференции документ предлагает отказаться от вмешательства в ливийский конфликт. Подчеркивается, что в случае, если проект итогового документа конференции будет принят, то за ходом его выполнения будет следить специально созданная международная структура, которая будет находиться под эгидой ООН.
22 января из-за ракетных обстрелов со стороны ЛНА аэропорт Митига был вынужден в очередной раз остановить свою работу, но вскоре возобновил деятельность. 23 января аэропорт перенес все свои рейсы на аэропорт в Мисурате.
В конце января хафтаровцы начали наступление на Мисурату. Во время этого, 28 января силы Сараджа сбили вражеский беспилотник. Как заявили в ЛНА, войска ПНС по ошибке сбили собственный дрон.
По информации телеканала «218», 28 и 29 января турецкие военные высадились возле Триполи из двух военных кораблей, ещё один привёз технику; портал «Ахмар Ливия» со ссылкой на источники сообщил о доставке боеприпасов и оборудования на базу ВВС в центре ливийской столицы. Ранее радио Sputnik сообщила, что Макрон обвинил Эрдогана в нарушении «обещания» по Ливии.
В феврале стороны конфликта начали обсуждать план очередного перемирия. 3 февраля начала работу Объединённая военная комиссия 5 + 5, создание которой было прописано в берлинском соглашении, в неё вошли пять представителей от ЛНА и от Правительства национального согласия. Цель работы военного комитета — вести переговоры о полноценном прекращении огня в Ливии.
5 февраля в ливийских социальных сетях со ссылкой на представителя армии Хафтара Ахмада аль-Мисмары появилась информация о том, что Турция якобы начала перебрасывать под Триполи боевиков из Ирака. и Сирии
15 февраля во время обстрела хафтаровцами восточных районов Триполи погиб один мирный житель.
17 февраля аэропорт Митига был вынужден снова отменить все рейсы из-за очередного обстрела. Армия Хафтара призвала авиакомпании выполнять бесполетную зону и «не ставить самолеты под угрозу уничтожения».
18 февраля войска фельдмаршала Хафтара нанесли два ракетных улар по порту Триполи, в результате чего погибло трое мирных жителей. В сети между тем были опубликованы спутниковые снимки места атаки на турецкое судно в этом порту, которое, как заявили в ЛНА, перевозила оружие и боеприпасы. По данным Аль-Арабия, эскалация конфликта в гавани привела к срочной эвакуации танкеров с нефтью в Ливийской национальной нефтяной корпорации (NOC). Их отгрузка была отменена после того, как снаряды упали в нескольких метрах от одного из танкеров. Кроме того, вечером того же дня в армии Хафтара сообщили об уничтожении беспилотника на юге Триполи; аппарат, предположительно,  направился в сторону позиций ЛНА в ответ на атаку на порт.
21 февраля хафтаровцы опубликовали фотографии с недавно захваченным наемником из Чада, который воевал за правительство Сараджа. Также был выложен документ, исходя из которого можно заявить, что иностранец вступил в ряды войск ПНС в октябре 2019 года.
22 февраля Al Arabiya сообщила, со ссылкой на другие источники, что в результате артобстрела погибли трое турецких офицера и их переводчик-сириец.

23 февраля: как минимум 16 турецких военных и более 100 наёмников из Сирии погибли в боях в Триполи.
В начале весны на западе Ливии сформировалась сложная линия фронта, а бои на южных окраинах Триполи выродились в незначительные столкновения местного значения.
5 апреля силы ЛНА заняли аэропорт[какой?] в Триполи. Военные также установили контроль над районами Каср-Бен-Гашир и Сук аль-Хамис недалеко от столицы.
При этом, ранее сообщалось, что наступление Хафтара на столицу захлебнулось: отмечалось, что военные перестали продвигаться в сторону города; источник утверждал, что «формирование фельдмаршала попали в окружение, что 150 человек попали в плен и захвачено около 60 автомобилей».
В начале мая ЛНА начала операцию «Туюр Абабиль» («Стая птиц») — новое наступление, но уже не только на столицу, а по всей прибрежной линии фронта.
2 июня сообщалось силы ПНС закрепились в районе Ремле близ международного аэропорта Триполи; позднее силы ПНС устроили засаду хафтаровцам, уходящих из района у аэропорта, также ВВС ПНС при поддержке Турции совершили три удара по колонне ЛНА, состоящей из танков.
4 июня представитель ПНС Мустафа аль-Меджаи заявил, что «наемники Халифы Хафтара» больше не могут обстреливать Триполи и пригороды города, и что силы Хафтара отброшены от международного аэропорта и других районов к югу от столицы страны.
5 июня силы ПНС захватили Тархуну, последний оплот ЛНА возле Триполи.
20 июня
Президент Египта аль-Сиси предупредил, что его страна может вмешаться в ливийскую войну, если его региональный соперник Турция вместе с союзными силами попытаются захватить стратегический город Сирт.
После проверки своих войск на западе страны, где Египет граничит с Ливией, его высказывания стали прямым предупреждением международным дипломатам — он заявил о готовности вмешаться военным методом в Ливию, если Турция и её союзник в Ливии, Правительство национального согласия, продвинутся дальше на восток к египетской границе.

## Уличные протесты
Начиная с 12 апреля 2019 года каждую пятницу тысячи жителей Триполи и Мисураты выходят на организованные акции в знак протеста против агрессивной политики фельдмаршала Хафтара, которого поддерживают военные стратеги Франции, Объединённых Арабских Эмиратов, Саудовской Аравии. Некоторые из протестующих носят «жёлтые жилеты», тем самым подчёркивая своё недовольство официальной политикой, проводимой администрацией Э.Макрона.

## Международная реакция

Ситуация на 7 апреля 2019 года

Генеральный секретарь ООН Антониу Гутерриш на своей странице в Twitter 5 апреля призвал маршала Хафтара избегать кровопролития в своей стране и искать политических инструментов для решения ливийского кризиса.
6 апреля группа промышленно развитых государств G7 в совместном заявлении попросила маршала Хафтара остановить наступление на Триполи.
В тот же день Россия высказалась за заключение политического соглашения между конфликтующими сторонами.
30 апреля Реджеп Тайип Эрдоган официально поддержал действия Правительства Национального согласия, которое, по его мнению, «столкнулось с заговором против единства ливийского народа».

## Военные преступления
25 сентября, выступая в ООН, Фаиз Сарадж обвинил войска своего оппонента Хафтара в ряде военных преступлений, в том числе в бомбардировках мирных жителей, нападениях на аэропорты, больницы, кареты скорой помощи, критически важную инфраструктуру, а также в привлечении детей к боевым действиям. Он попросил Международный уголовный суд начать расследование в отношении Ливийской Национальной Армии. В то же время, руководителю Фонда защиты национальных ценностей  (ФЗНЦ), российскому журналисту Александру Малькевичу, не дали выступить на сессии Совета ООН по правам человека с докладом о пытках, организованных ПНС. Ознакомившись с текстом, организаторы неожиданно изменили программу заседания.